# Ритидиан
Ритидиан (англ. Ritidian Point) — мыс, расположенный в Тихом океане и являющийся северной оконечностью острова Гуам. Административно принадлежит к муниципалитету Йиго.
Территория мыса является частью Национального заказника дикой природы Гуама, управляемого Службой охраны рыбных ресурсов и диких животных Соединённых Штатов Америки.